# Michael Born (Sportfunktionär)
Michael Born (* 28. September 1967 in Bad Berleburg) ist ein deutscher Sportfunktionär.

## Leben
Born absolvierte im Rahmen seines Sportstudiums ein Praktikum beim 1. FC Kaiserslautern sowie beim Sportamt der Stadt Paderborn. Dort erhielt er anschließend eine Stelle im Bereich Talentsuche/Talentförderung und Marketing von städtischen Sport-Großveranstaltungen. Über den Bereich Talentförderung gelangte er zur TuS Paderborn-Neuhaus, wo er die ehrenamtliche Leitung der Nachwuchsabteilung übernahm. Anschließend übernahm Born die Leitung der Geschäftsstelle des Vereins. Zum 1. Juli 1996 wurde Born Geschäftsführer des Fußballvereins, am 4. April 2007 übernahm er zudem den Posten des sportlichen Leiters. Unter seiner Führung gelang den Paderbornern 2005 die Rückkehr in die 2. Fußball-Bundesliga. Nach einer sportlichen Talfahrt in der Saison 2007/08, an deren Ende der Abstieg in die 3. Fußball-Liga stand, trennte sich der Verein am 8. Februar 2008 von Born.
Am 15. Oktober 2009 übernahm Born den Posten des Geschäftsführers beim FC Carl Zeiss Jena und übte ihn bis zum 15. April 2010 aus. In dieser Zeit gelang ihm die finanzielle Stabilisierung des Vereins. Das Präsidium und der Aufsichtsrat des Vereins entschieden jedoch, sich nach sechsmonatiger Probezeit von Born, wie auch von Sportdirektor Heiko Weber, zu trennen. Zum 1. Juli 2011 kehrte er zum SC Paderborn 07 zurück, wo er sportlicher Leiter und Geschäftsführer Sport wurde. In der Folge gelang dem Verein in der Saison 2013/14 der Aufstieg in die Fußball-Bundesliga. Nach dem sofortigen Wiederabstieg in der Saison 2014/15 und einer sportlichen Talfahrt in der 2. Fußball-Bundesliga 2015/16, beurlaubte der Verein ihn am 16. März 2016.
Am 30. Mai 2016 wurde Born, als Nachfolger von Robert Schäfer, zum kaufmännischen Geschäftsführer der SG Dynamo Dresden berufen. Seinen Posten trat er zum 15. Juni 2016 an. In seine Amtszeit fallen neben der finanziellen Stabilisierung des Vereins und dem Neubau des Trainingszentrum Walter-Fritzsch-Akademie nahe der Messe Dresden auch Konflikte mit Sportgeschäftsführer Ralf Minge und Vorwürfe zu einem mangelnden Einbezug von Mitarbeitern der Geschäftsstelle des Vereins. Nachdem der Verein im Sommer 2020 2. Bundesliga abgestiegen war, wurde am 10. September 2020 bekanntgegeben, dass der Aufsichtsrat Born mit sofortiger Wirkung von seinen Aufgaben als kaufmännischen Geschäftsführer entbunden wurde. Begründet wurde diese Freistellung mit einer geplanten strategische Neuausrichtung des Vereins. Sein Nachfolger wurde Jürgen Wehlend.
In der Saison 2022/23 fungierte Born als einer der Geschäftsführer der SpVgg Bayreuth nach deren Aufstieg in die 3. Liga; der Verein stieg zum Ende der Saison wieder ab und Born verließ Bayreuth. Zum 1. Juli 2023 kehrte Born nach Dresden zurück und übernahm den Posten des kaufmännischen Geschäftsführers bei den Dresden Titans. Sein Ende Juni 2025 auslaufender Vertrag wurde nicht verlängert, nachdem sich die Dresdner zum freiwilligen Rückzug von der zweiten in die dritte Liga entschieden hatten.